# Parafia Świętych Apostołów Piotra i Pawła w Allentown
Parafia Świętych Apostołów Piotra i Pawła w Allentown (ang. SS. Peter and Paul Parish) – parafia rzymskokatolicka położona w Allentown w stanie Pensylwania w Stanach Zjednoczonych.
Jest ona wieloetniczną parafią w diecezji Allentown, z mszą św. w j. polskim dla polskich imigrantów.
Ustanowiona 1912 roku i dedykowana Świętym Apostołom Piotrowi i Pawłowi.

## Historia
Z początkiem XX wieku pierwszy polscy imigrancki zaczęli licznie przybywać do Pensylwanii do pracy w kopalniach. Niektórzy osiedlili się w Allentown, Bethlehem i Northampton. Zatrudnieni byli w stalowni Bethlehem Steel, drugiej co do wielkości, po U.S. Steel, w Stanach Zjednoczonych.
Początkowo uczęszczali do parafii Najświętszego Serca Pana Jezusa w Allentown. Proboszczem tej parafii był ks. prałat Masson, mianowany przez władze kościelne, wikariuszem dla Polaków, Słowaków i Ukraińców. W 1912 roku polscy imigranci przedłożyli mu idee założenia swojej, polskojęzycznej parafii. Ks. Masson przedstawił ten pomysł władzom kościelnym, które, w listopadzie 1912 roku, mocą dekretu, ustanowiły parafię Świętych Apostołów Piotra i Pawła.

Proboszczem nowej parafii został mianowany, ks. Michał Strzemplewicz. Ks. Strzemplewicz zakupił teren za 3900 dolarów i w 1913 roku wybudował nowy kościół. Koszt budowy wyniósł 9000 dolarów.